# Pierrette Gaudreau
Pierrette Gaudreau est une scientifique canadienne, spécialiste de l'étude du vieillissement. Elle est notamment la récipiendaire du Prix Acfas Adrien-Pouliot 2016 pour la coopération scientifique avec la France.
Gaudreau est particulièrement reconnue pour ses travaux sur le récepteur de l'facteur de libération de l’hormone de croissance, mais elle s'intéresse à l'ensemble des facteurs qui permettent à l'être humain de vieillir en bonne santé,.
Elle est Professeure titulaire au Département de médecine de l’Université de Montréal et elle dirige le Laboratoire de neuroendocrinologie du vieillissement du Centre de recherche du Centre hospitalier de l’Université de Montréal. Elle est directrice adjointe du Centre de recherche du Centre hospitalier de l’Université de Montréal.
Elle dirige depuis 2010 le Réseau québécois de recherche sur le vieillissement, qui compte plusieurs centaines de chercheurs. Cet organisme vise à susciter la création de partenariats entre chercheurs dans ce domaine et ultimement, contribuer à l'amélioration des soins de santé auprès de cette clientèle. Le travail du groupe a précédemment mené au développement de l'Évaluation cognitive de Montréal, entre autres réalisations.
Gaudreau a établi une série de partenariats avec des instituts de recherche français: à partir de 1983 avec l'Institut Pasteur et de l’Université Claude-Bernard de Lyon, portant sur le facteur de libération de l’hormone de croissance et à partir de 1999 avec l’Université Blaise-Pascal. Cette dernière collaboration a permis l'arrivée à Montréal d'une souche de rats de laboratoire résistants à l'obésité, que Gaudreau continue d'utiliser en recherche,.
Au cours des dix dernières années, elle collabore avec le Laboratoire de physiologie neurovégétative de l’Université Aix-Marseille III et l'Institut thématique multi-organismes neurosciences, sciences cognitives, neurologie et psychiatrie de Paris, avec des groupes de personnes âgées canadiens et français participant aux études.

## Prix
2018: Prix Contribution à la gérontologie de l'Association canadienne de gérontologie.
2016: Prix Acfas Adrien-Pouliot,.
2013: Prix Betty Havens en recherche longitudinale de l'Association canadienne de gérontologie, avec les autres chercheurs de l'étude longitudinale québécoise sur la nutrition comme déterminant d'un vieillissement réussi.

## Publications sélectionnées
- (en) Emmanuel Moyse, Madeleine Arsenault, Pierrette Gaudreau, Guylaine Ferland et Charles Ramassamy, « Brain region-specific effects of long-term caloric restriction on redox balance of the aging rat », Mechanisms of Ageing and Development, vol. 179,‎ avril 2019 (DOI 10.1016/j.mad.2019.01.002, lire en ligne)
- (en) Mathieu Roy, Pierrette Gaudreau et Hélène Payette, « A scoping review of anorexia of aging correlates and their relevance to population health interventions », Appetite, vol. 105,‎ juillet 2016, p. 688-699 (PMID 27374898, DOI 10.1016/j.appet.2016.06.037, lire en ligne)
- (en) Mathieu Roy, Bryna Shatenstein, Pierrette Gaudreau, José A. Morais et Hélène Payette, « Seniors' Body Weight Dissatisfaction and Longitudinal Associations With Weight Changes, Anorexia of Aging, and Obesity: Results From the NuAge Study », Journal of Aging and Health, vol. 27, no 2,‎ août 2014 (DOI 10.1177/0898264314546715, lire en ligne)